# Stamford Bridge (stadion)
Stamford Bridge – stadion w Londynie, mieszczący 41 841 widzów, na którym swoje mecze rozgrywa angielska drużyna Chelsea F.C. Dosłowne tłumaczenie nazwy to „most Stamford” i odnosi się do potoku o nazwie Stanford, dzisiaj już nieistniejącego dopływu Tamizy.
Oficjalne otwarcie stadionu nastąpiło 28 kwietnia 1877 roku. Został on zaprojektowany przez Archibald Leitch, a w jego zamierzeniach miał on pomieścić 100 tysięcy widzów, co miało stawiać drugi najlepszy wynik kraju po obiekcie zespołu Crystal Palace. Obecny stadion Chelsea był wtedy wyłącznie areną potyczek lekkoatletycznych, pierwsze spotkania piłkarskie zaczęto rozgrywać na nim dopiero 28 lat po otwarciu. Przeznaczenie obiektu na użytek czysto piłkarski wiąże się z powstaniem klubu.
Przedsiębiorca budowlany oraz właściciel obiektu Gus Mears pragnął pozbyć się stadionu, dlatego złożył ofertę jego sprzedaży drużynie Fulham. Władze tego klubu jednak nie skorzystały z oferty. Od pomysłu sprzedaży ostatecznie odwiódł Mearsa Frederick Parker, znany finansista, który doradził mu założenie nowego klubu z siedzibą właśnie na Stamford Bridge. Od tamtego roku – 1905 – datuje się powstanie jednego z najbardziej znanych angielskich klubów – Chelsea FC.

## Nazwa
Na XVIII-wiecznych mapach Londynu można zobaczyć w okolicach dzielnicy Chelsea małą zatoczkę „Stanford”. Jak wskazywały mapy kartograficzne, znajdowała się ona tam, gdzie obecnie stoi jedna z trybun obiektu – East Stand. Jadąc w stronę stadionu ulicą Fulham Road trzeba było przejechać po moście nazywanym potocznie „Little Chelsea Bridge”, który wznosił się ponad małym potokiem wpływającym do zatoczki „Stanford”. Ze zlepku słów powstawały nazwy „Stanford Bridge”, „Stanbridge”, aż ostatecznie przyjęto „Stamford Bridge” jako obecną nazwę stadionu Chelsea.

## Przebudowy
Do 1930 roku nie dokonywano żadnych remontów na stadionie. Zamierzeń twórców co do pojemności obiektu nie udało się nigdy spełnić, jednak coraz większe zainteresowanie kibiców meczami „The Blues” wymusiło rozbudowę kolejnych trybun. Zmiany zaczęły się od trybuny „Shed End”, na którą uczęszczali najwierniejsi fani klubu. Przy okazji remontów, włodarze klubu zadecydowali o zadaszeniu tej trybuny.
W 1939 zaczęto budowę „North Stand”. W trakcie sezonu 64/65 zadecydowano o zamontowaniu ławek, które miały stanowić 75% ogółu miejsc. Przekreśliło to szanse na poprawienie rekordu frekwencji ustanowionego 12 października 1935 roku, kiedy na ligową potyczkę z Arsenalem przyszło prawie 83 tysiące kibiców. Prace nad miejscami siedzącymi połączono z rozbudowaniem kolejnych trybun, co w sumie kosztowało około 30 milionów funtów. Po sukcesach w europejskich pucharach (m.in. Puchar Zdobywców Pucharów 1971) zaczęto przebudowę „East Stand”. Kiedy prace zakończono, mecze Chelsea mogło oglądać 50 tysięcy kibiców.
„Wschodnia” była wtedy największą trybuną w Anglii, ale zarazem gwoździem do trumny dla ówczesnych właścicieli klubu. Rodzina Mears przy remoncie tej trybuny dokonała błędnych kalkulacji finansowych, przez co aby ją dokończyć, musiała sprzedać czołowych piłkarzy. Spowodowało to pogorszenie sytuacji finansowej klubu. Istniała obawa, że właściciele będą zmuszeni sprzedać grunty pod stadionem, a Chelsea swoje mecze będzie musiała rozgrywać na obiektach Fulhamu lub Queens Park Rangers. Udało się jednak tego uniknąć, dzięki angielskiemu przedsiębiorcy Kenowi Batesowi, który wykupił udziały w spółce. Chelsea nie była pierwszym klubem przez niego finansowanym - przedtem posiadał udziały w takich klubach jak Wigan i Oldham Athletic. W 1982 roku kupił klub od rodziny Mears (Chelsea należała do nich przez 77 lat) za symbolicznego 1 funta. Od tamtej pory rozpoczęła się w historii klubu „epoka Batesa”.

## Epoka Batesa
Nowy prezes doprowadził do całkowitej przebudowy stadionu. Prace trwały 7 lat i spowodowały całkowitą zmianę wyglądu obiektu. Wyburzono trybunę północną i południową, a pozostałe (poza „East Stand”) w znacznym stopniu zostały przebudowane. Wiele remontów wynikało z wymogów nakładanych przez nowe przepisy, nakazujące zwiększenie bezpieczeństwa co w znacznym stopniu wpłynęło na patrzenie na angielskie stadiony. Nową trybunę północną oddano do użytku w trakcie sezonu 94/95, nazywając ją imieniem Matthew Hardinga, tragicznie zmarłego dyrektora Chelsea.
Rok 1997 przyniósł koniec prac na „Shed End” (nazywanej też „Umbro Stand”) za którą mieści się cały kompleks hotelowo-usługowy Chelsea Village. Ostatnią ukończoną trybuną jest „West Stand”, pełniąca rolę trybuny głównej. Jedyna trybuna, która pozostała w niezmienionym stanie, to trzypiętrowa „East Stand”, spod której na murawę wybiegają piłkarze.

## Podsumowanie

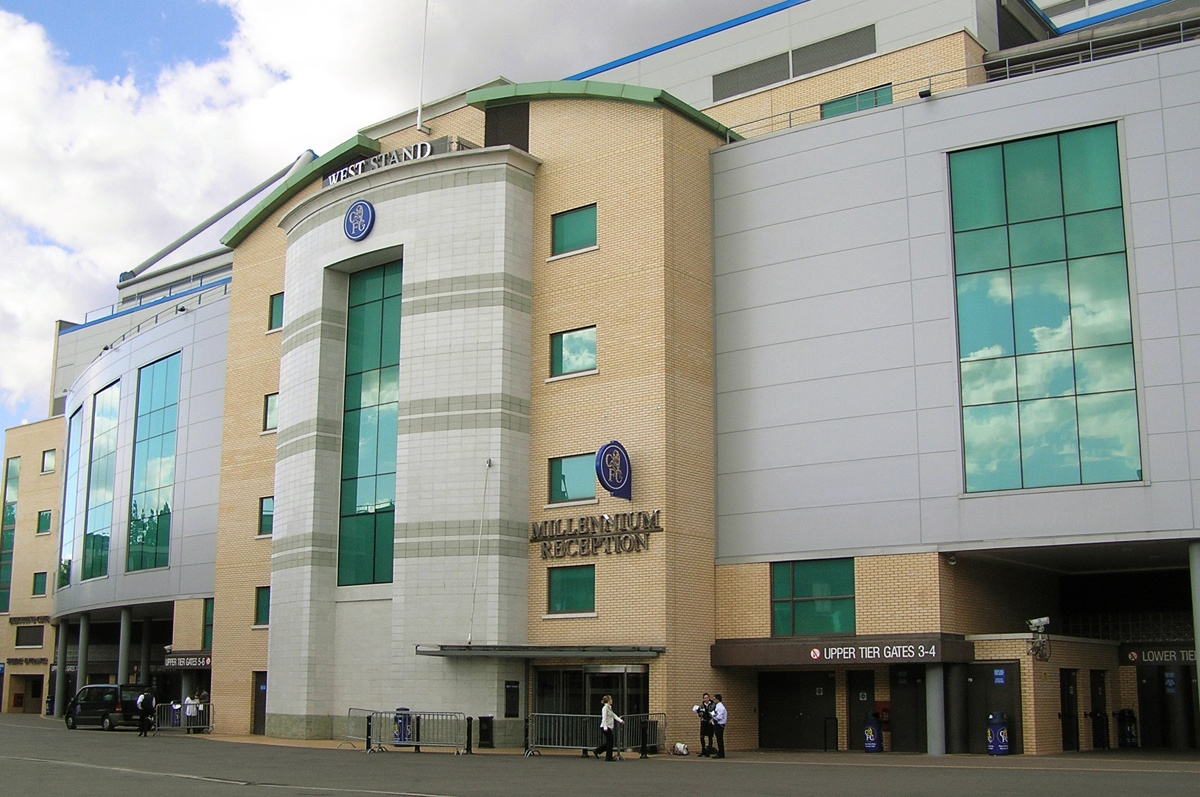
Wejście na trybunę „West Stand”

Stamford Bridge to jeden z najstarszych oraz najnowocześniejszych stadionów na Wyspach. W jego skład wchodzą: dwupiętrowa trybuna północna im. Matthew Hardinga; również dwupiętrowa trybuna północna – „Shed End”; trzypoziomowa „East Stand” oraz największa „West Stand”.
Obiekt Stamford Bridge wchodzi w skład wielkiego kompleksu „Chelsea Village”, który zawiera ponadto 2 czterogwiazdkowe hotele, 5 restauracji, sale bankietowe i konferencyjne, nocne kluby, podziemny parking czy różnego rodzaju pomieszczenia rekreacyjne i odnowy biologicznej. Obecnie na mecze Chelsea przychodzi średnio 41 tysięcy widzów, co stanowi siódmą pod względem wielkości widownię piłkarską w Anglii.